# 史瑞克 (羊)
史瑞克（英語：Shrek，1994年－2011年6月6日），一隻生於紐西蘭的美利諾公綿羊。它為了躲避剃毛而逃到山區，獨自生活六年後，在2004年被發現，因為它毛絨絨的模樣，引起紐西蘭全國注意。它被人以漫畫《史瑞克！》的主角來命名，成為全世界最出名的綿羊。
它在2004年4月15日被捕獲之後，由專業的剪羊毛工人在同年4月28日為它剪毛，整整花了20分鐘，理毛的過程被全程實況轉播到紐西蘭各地。它剪下的毛，重達27公斤，可以做出20個成人的西裝。它很快就得到紐西蘭人的喜愛，成為紐西蘭的國家象徵。
2011年6月6日，根據獸醫的建議，史瑞克被安樂死。